# Maria di Brabante (regina di Francia)
Maria di Brabante (Lovanio, 13 maggio 1254 – Meulan-en-Yvelines, 12 gennaio 1321) fu Regina consorte di Francia dal 1274 al 1285, come seconda moglie di Filippo III di Francia.

## Origine
Secondo la Genealogia Ducum Brabantiæ Heredum Franciæ era la figlia ultimogenita ed unica femmina del duca Duca di Lorena e del Brabante, Enrico III e di Alice di Borgogna, che, secondo gli Annales Parchenses era figlia del Duca di Borgogna e re titolare di Tessalonica, Ugo IV (1212 – 1272) e della moglie (come ci viene confermato dalla Chronica Albrici Monachi Trium Fontium) Yolanda di Dreux (1212 – 1248), che era figlia del conte di Dreux e di Braine, Roberto III e della moglie (come ci viene confermato dal documento n° LXXIX del Cartulaire du comté de Ponthieu Eleonora, signora di Saint-Valéry.
Enrico III di Brabante, secondo la Genealogia Ducum Brabantiæ Heredum Franciæ era il figlio maschio primogenito del duca Duca del Brabante e di Lorena, Enrico II (1207 – 1248) e di Maria di Svevia (1201 – 1235), che, secondo gli Annales Marbacenses, era la figlia femmina secondogenita del Duca di Toscana, duca di Svevia e re di Germania, Filippo di Svevia e di Irene Angelo, principessa bizantina, figlia, secondo il Ryccardus de Sancti Germano Chronica dell'imperatore Isacco II Angelo e di Irene Tornikaina, figlia di Demetrio Tornisse e della moglie, Malakissa.

## Biografia
Maria come il fratello, Enrico, secondo la Genealogia Ducum Brabantiæ Ampliata era nata a Lovanio.
Maria rimase orfana di padre molto giovane; infatti suo padre, Enrico III, morì nel 1261: ammalatosi, firmò sul letto di morte un atto che accordava maggiori diritti giuridici ai suoi sudditi del Brabante, come risulta dalla Chronica nobilissimorum ducum Lotharingiae et Brabantiae ac regum Francorum; sempre la Chronica nobilissimorum ducum Lotharingiae et Brabantiae ac regum Francorum ci informa della sua morte a Lovanio e della sepoltura in quella città nella chiesa dei Predicatori, che egli stesso aveva fatto costruire, e dove sarà raggiunto dalla moglie Alice.
Dopo la morte di Enrico III, nel titolo di duca del Brabante gli succedette il figlio primogenito, Enrico, di circa dieci anni, sotto tutela della madre, Alice di Borgogna.
La successione viene confermata anche dagli Annales Parchenses.
Suo fratello Enrico IV, malaticcio e di scarsa intelligenza, ancora secondo la Histoire généalogique des ducs de Bourgogne de la maison de France, rinunciò dopo pochi anni al ducato, in favore del fratello minore Giovanni; secondo i Trophees tant sacres que profanes de la duché de Brabant ..., Volume 1 a tale rinuncia fu forzato dalla madre, Alice.

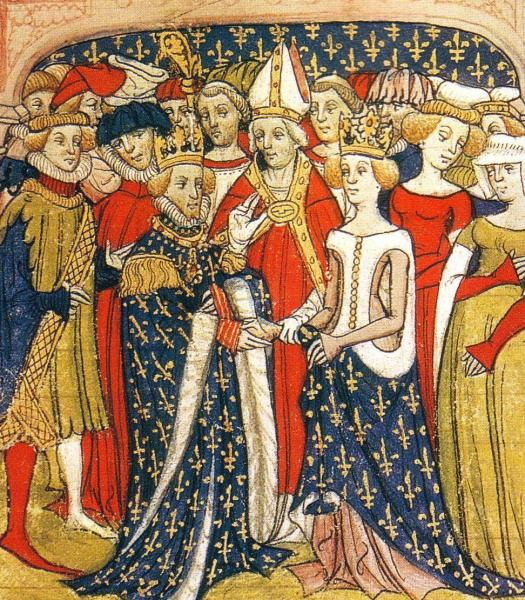
Matrimonio di Marie di Brabante e il re Filippo III di Francia.

Maria, secondo le Gesta Philippi Tertii Francorum Regis, sposò il 21 agosto 1275, a Vincennes, il re di Francia, Filippo III detto l'Ardito, figlio del re di Francia, San Luigi IX e Margherita di Provenza. Questo era il secondo matrimonio di Filippo, dopo la morte della prima moglie, Isabella d'Aragona. Isabella aveva già dato alla luce tre figli: Luigi, Filippo e Carlo.
Maria fu incoronata regina di Francia, a Parigi, nel 1275.
Filippo era sotto la forte influenza della madre, la regina madre di Francia, Margherita di Provenza e il suo servitore, chirurgo e ciambellano Pierre de la Broce. Non essendo francese, Maria spiccava presso la corte.
Nel 1276 il figlio di Filippo e suo erede, Luigi, morì in circostanze sospette. Maria fu sospettata di averne ordinato l'avvelenamento, per favorire i suoi figli. La Broce, che era anch'egli sospettato, ne 1277, fu imprigionato e in seguito giustiziato. Margherita sospettò Maria di aver ordinato la morte di Luigi e Filippo sembrò essere più d'accordo con la madre che con sua moglie.
Maria rimase vedova nel 1285; suo marito Filippo III, rientrando in Francia dall'Aragona, col suo esercito, si ammalò (epidemia di dissenteria), morendo a Perpignan.
Secondo il Chronicon Guillelmi de Nangiaco, sul trono gli succedette il figlio di primo letto, Filippo detto il Bello. Il figliastro di Maria, Filippo detto il Bello fu incoronato re di Francia, Filippo IV, il 6 gennaio 1286 a Reims.
Dopo la morte di Filippo III nel 1285, Maria perse la propria influenza politica, e dedicò la sua vita ai tre figli; nel 1316 si ritirò nel monastero di Les Mureaux, vicino a Meulan.
Maria sopravvisse a tutti e tre i figli: secondo il Continuatio Chronici Guillelmi de Nangiaco, morì nel 1321 e non venne sepolta nella necropoli reale della Abbazia di Saint-Denis, ma nella chiesa del Convento dei Cordiglieri a Parigi. Mentre gli Obituaires de Sens Tome II, Eglise cathédrale de Chartres, Nécrologe du xi siècle (non consultati) precisano il giorno della morte: IV Idus Jan..

## Discendenza
Maria e Filippo III ebbero tre figli:
- Luigi di Francia (1276 – 1319), conte d'Évreux[25];
- Bianca di Francia (1278 – 1305), sposa (1300) di Rodolfo III, duca d'Austria e futuro re di Boemia (Rodolfo I)[25];
- Margherita di Francia (ca. 1279 – 1318), sposa (1299) di Edoardo I d'Inghilterra[25].

## Ascendenza
|                        |                        |                        | Genitori                |  |  | Nonni |  |  | Bisnonni             |  |  | Trisnonni               |  |
|                        |                        |                        |                         |  |  |       |  |  | Enrico I di Brabante |  |  | Goffredo III di Lovanio |  |
|                        |                        |                        |                         |  |  |       |  |  | Enrico I di Brabante |  |  | Goffredo III di Lovanio |  |
|                        |                        | Margherita di Limburgo |                         |  |  |       |  |  | Enrico I di Brabante |  |  |                         |  |
| Enrico II di Brabante  |                        |                        |                         |  |  |       |  |  | Enrico I di Brabante |  |  |                         |  |
|                        |                        | Matilde di Lorena      | Matteo di Lorena        |  |  |       |  |  |                      |  |  |                         |  |
|                        |                        | Matilde di Lorena      | Matteo di Lorena        |  |  |       |  |  |                      |  |  |                         |  |
|                        |                        | Matilde di Lorena      | Maria di Boulogne       |  |  |       |  |  |                      |  |  |                         |  |
| Enrico III di Brabante |                        | Matilde di Lorena      |                         |  |  |       |  |  |                      |  |  |                         |  |
|                        |                        | Filippo di Svevia      | Federico Barbarossa     |  |  |       |  |  |                      |  |  |                         |  |
|                        |                        | Filippo di Svevia      | Federico Barbarossa     |  |  |       |  |  |                      |  |  |                         |  |
|                        |                        | Filippo di Svevia      | Beatrice di Borgogna    |  |  |       |  |  |                      |  |  |                         |  |
| Maria di Svevia        |                        | Filippo di Svevia      |                         |  |  |       |  |  |                      |  |  |                         |  |
|                        |                        | Irene Angela           | Isacco II Angelo        |  |  |       |  |  |                      |  |  |                         |  |
|                        |                        | Irene Angela           | Isacco II Angelo        |  |  |       |  |  |                      |  |  |                         |  |
|                        |                        | Irene Angela           | Irene (Paleologa?)      |  |  |       |  |  |                      |  |  |                         |  |
| Maria di Brabante      |                        | Irene Angela           |                         |  |  |       |  |  |                      |  |  |                         |  |
|                        | Oddone III di Borgogna | Ugo III di Borgogna    |                         |  |  |       |  |  |                      |  |  |                         |  |
|                        | Oddone III di Borgogna | Ugo III di Borgogna    |                         |  |  |       |  |  |                      |  |  |                         |  |
|                        | Oddone III di Borgogna | Alice di Lorena        |                         |  |  |       |  |  |                      |  |  |                         |  |
| Ugo IV di Borgogna     | Oddone III di Borgogna |                        |                         |  |  |       |  |  |                      |  |  |                         |  |
|                        |                        | Alice di Vergy         | Ugo di Vergy            |  |  |       |  |  |                      |  |  |                         |  |
|                        |                        | Alice di Vergy         | Ugo di Vergy            |  |  |       |  |  |                      |  |  |                         |  |
|                        |                        | Alice di Vergy         | Gillette di Trainel     |  |  |       |  |  |                      |  |  |                         |  |
| Alice di Borgogna      |                        | Alice di Vergy         |                         |  |  |       |  |  |                      |  |  |                         |  |
|                        |                        | Roberto III di Dreux   | Roberto II di Dreux     |  |  |       |  |  |                      |  |  |                         |  |
|                        |                        | Roberto III di Dreux   | Roberto II di Dreux     |  |  |       |  |  |                      |  |  |                         |  |
|                        |                        | Roberto III di Dreux   | Iolanda di Coucy        |  |  |       |  |  |                      |  |  |                         |  |
| Yolanda di Dreux       |                        | Roberto III di Dreux   |                         |  |  |       |  |  |                      |  |  |                         |  |
|                        |                        | Aenor di Saint-Valéry  | Tommaso di Saint-Valéry |  |  |       |  |  |                      |  |  |                         |  |
|                        |                        | Aenor di Saint-Valéry  | Tommaso di Saint-Valéry |  |  |       |  |  |                      |  |  |                         |  |
|                        |                        | Aenor di Saint-Valéry  | Adela di Ponthieu       |  |  |       |  |  |                      |  |  |                         |  |
|                        |                        | Aenor di Saint-Valéry  |                         |  |  |       |  |  |                      |  |  |                         |  |

### Letteratura storiografica
- (FR)  Histoire généalogique des ducs de Bourgogne de la maison de France.
- (FR)  Trophées tant sacrés que profanes du duché de Brabant.
- Alphonse Wauters, Henri IV, Académie royale de Belgique, Biographie nationale, vol. 9, p. 144-146
- Hamilton, Tracy Chapman, Pleasure, politics, and piety : the artistic patronage of Marie de Brabant, University of Texas, 	2004.